# Ctésiphon (orateur)
Pour les articles homonymes, voir Ctésiphon (homonymie).
Ctésiphon est un orateur athénien contemporain de Philippe II et d'Alexandre le Grand, qui a fait décerner à Démosthène une couronne d'or pour prix de ses services. Eschine, jaloux, lui intente une accusation pour ce fait, et Démosthène se charge de le défendre : c'est à cette occasion que celui-ci prononce Sur la couronne. Eschine perd le procès et doit s'exiler.

## Note
1. ↑  Raymond Chevallier, « L'Art oratoire de Démosthène dans le Discours sur la Couronne », Bulletin de l'Association Guillaume Budé, no 2,‎ juin 1960, p. 200-216 (DOI 10.3406/bude.1960.3896)
2. ↑  Eschine (trad. Victor Martin), Discours., vol. II : Contre Ctésiphon, Belles-Lettres, 1928 (réimpr. 2002) (ISBN 9782251001142, BNF 42511306).